# One New York Plaza
Het One New York Plaza is een wolkenkrabber in de wijk South Street Seaport van de Amerikaanse stad New York. Hij is herkenbaar als de meest zuidelijke wolkenkrabber op het eiland Manhattan.
Het modernistische One New York Plaza te Lower Manhattan heeft een hoogte van 195 meter en staat nabij het stadspark The Battery, ten zuidoosten van de wijk Battery Park City. Het werd gebouwd van 1967 tot 1969 en was een van de eerst voltooide moderne wolkenkrabbers in het zuiden van het eiland. Het gebouw is anno 2019 het 67e hoogste gebouw van de stad. Tot voormalige huurders van het One New York Plaza behoren Goldman Sachs en Salomon Brothers, terwijl Morgan Stanley en Nature Publishing Group enkele van de huidige huurders zijn. 

## Geschiedenis
Het One New York Plaza is 195 meter hoog, telt 50 verdiepingen en ligt meteen ten noorden van de terminal van de Staten Island Ferry, die het eiland verbindt met het gelijknamige stadsdeel. Het gebouw maakte destijds deel uit van de revitalisatie van het eiland Manhattan, die samenging met de bouw van wolkenkrabbers, sociale woningbouw en parken of recreatiegebied. Toen dat plan echter moeilijk haalbaar bleek, hoopte de stad New York de New York Stock Exchange te verleiden om naar het pand te verhuizen. De eigenaar, Atlas McGrath, heeft met succes een rechtszaak aangespannen waardoor het perceel behouden werd, en verklaarde dat ze bereid waren de site te privatiseren.
Kort na de grondwerken tekende Chase Manhattan Bank een huurovereenkomst van $ 200 miljoen met een looptijd van 30 jaar voor 98.700 m², oftewel goed voor inname van 22 verdiepingen in het gebouw. Salomon Brothers, een investeringsbank, nam zijn intrek zodra het gebouw voltooid was. De investeringsbank First Boston verhuisde in maart 1978 van 20 Exchange Place naar het One New York Plaza. Na zijn voltooiing raakte het gebouw zwaar beschadigd vanwege brand op 5 augustus 1970. Hierbij vielen 2 doden en 35 gewonden.
Chase Bank Manhattan kocht het gebouw in 1989 voor een bedrag van $ 140 miljoen, maar twee jaar later verhuisde men alweer naar het MetroTech Center in Brooklyn, waarna ook Salomon Brothers het pand verliet en uitweek naar het oorspronkelijke 7 World Trade Center. Op 11 augustus 2001 bezweek een stoomturbine in de kelder en de schade door de resulterende explosie verstoorde die dag de NASDAQ-koers van Goldman Sachs.
Lehman Brothers en Goldman Sachs verstrekten in 2006 een asset-backed security ("effect op onderpand") ter waarde van $ 400 miljoen op het gebouw. Datzelfde jaar nam Brookfield Office Properties de vastgoedonderneming Trizec Properties over en werd zo de nieuwe eigenaar van het One New York Plaza.
Morgan Stanley verhuisde in 2012 naar het One New York Plaza voor een periode van 17 jaar. In 2011 vertrok Goldman Sachs omdat het een eigen hoofdzetel bouwde op West Street; 200 West Street. In de lagere niveaus van het gebouw bevindt zich een winkelcentrum met een oppervlakte van 3.700 m².

#### Orkaan Sandy
In oktober 2012 werd het gebouw zwaar beschadigd door orkaan Sandy, waarbij naar schatting 23.000.000 gallon water de lagere verdiepingen overstroomde. Het winkelcentrum werd als gevolg volledig gerenoveerd.
Huurders mochten terugkeren vanaf 17 november 2012 en het winkelcentrum heropende in de winter van 2014. Het winkelcentrum van het One New York Plaza kreeg voorts een ander ontwerp ter waarde van $ 14 miljoen. Na drie jaar waren deze werken afgerond. Starbucks vestigde zich in 2014 in het One New York Plaza, net als enkele andere bedrijven. In maart 2016 verstrekte Wells Fargo een hypotheek van $ 750 miljoen op het One New York Plaza. Twee maanden later betaalde het soevereine vermogensfonds van China Investment Corporation $ 700 miljoen voor 49% aandeel in het pand van Brookfield Office Properties, waarbij het onroerend goed op meer dan $ 1,4 miljard waardeerde.

## Afbeeldingen

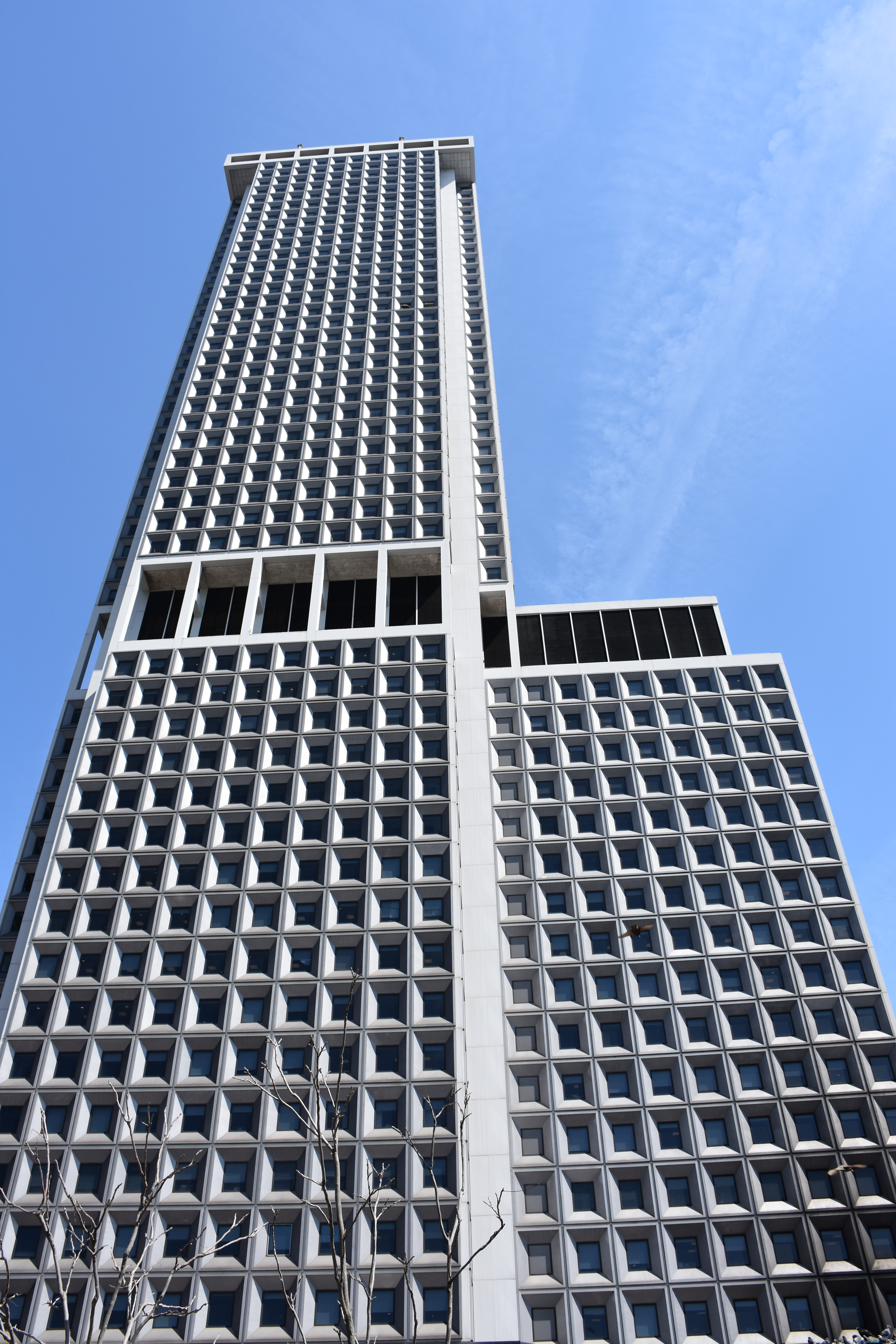
Het One New York Plaza, westelijke façade
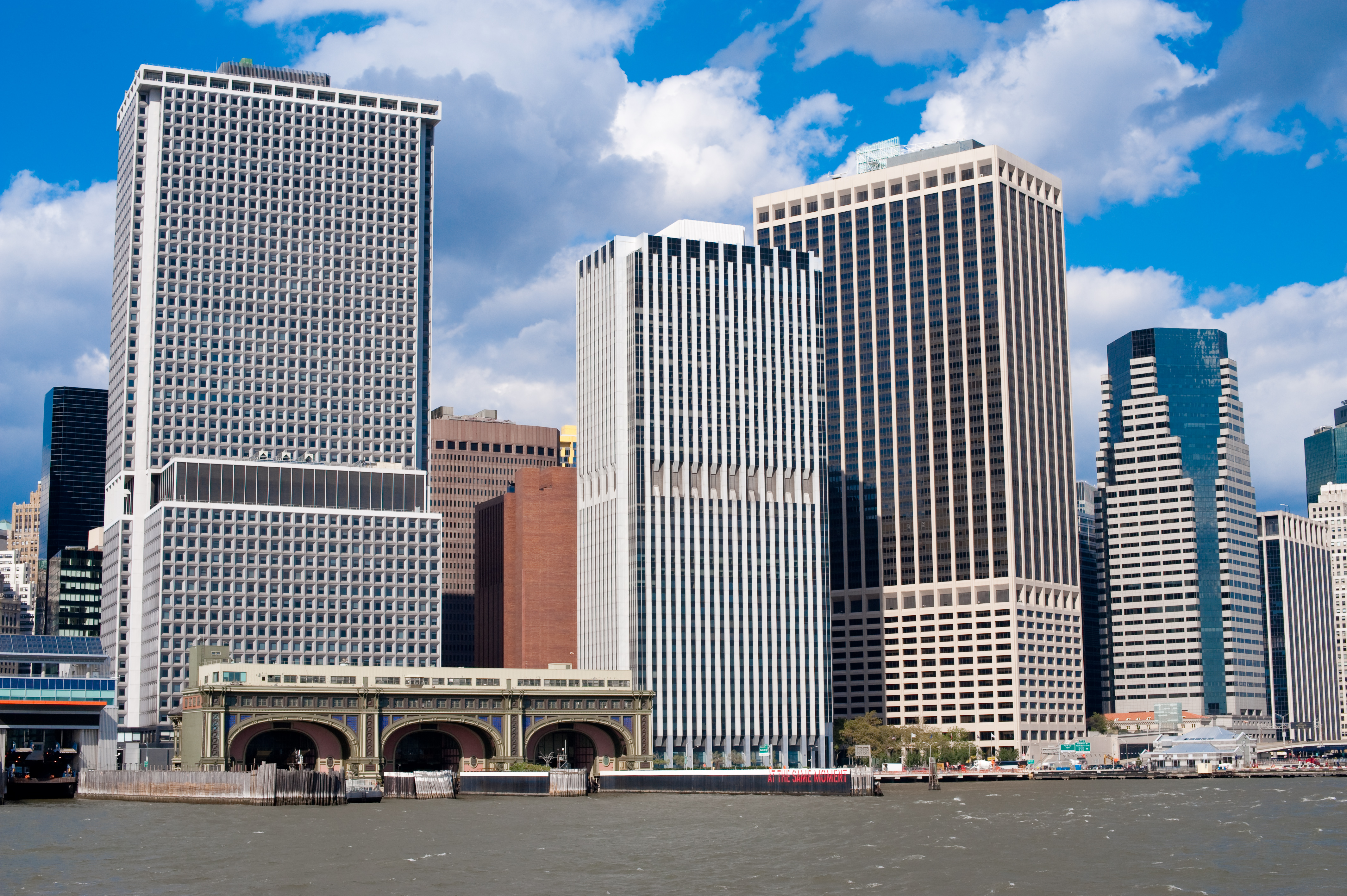
Het One New York Plaza en Staten Island Ferry Terminal